# تیم ملی والیبال مردان ایالات متحده آمریکا
تیم ملی والیبال مردان ایالات متحده آمریکا تیم والیبالی بین‌المللی است که به نمایندگی از کشور آمریکا به میدان می‌رود. این تیم زیر نظر فدراسیون والیبال آمریکا فعالیت می‌کند. آمریکا قهرمان سه دوره بازی‌های المپیک سال‌های ۱۹۸۴ (لس آنجلس)، ۱۹۸۸ (سئول) و ۲۰۰۸ (پکن) است. تیم ملی والیبال آمریکا مقام قهرمانی جهان در سال ۱۹۸۶ فرانسه و عنوان سومی در سال ۱۹۹۴ جهان را نیز در پرونده افتخارات خود دارد. این تیم در سال ۲۰۱۴ رتبه هفتمی جهان را به دست آورده و پنج مدال لیگ جهانی والیبال را نیز به دست آورده‌است که دو مدال آن در سال‌های ۲۰۰۸ (ریودوژانیرو) و ۲۰۱۴ (فلورانس) طلایی بوده‌است.

## ترکیب کنونی
ترکیب کنونی: سرمربی: کارچ کیرالی
| شماره. | نام              | تاریخ تولد      | قد                       | وزن                    | اسپک                    | دفاع                    | باشگاه ۲۰۱۴             |
| ------ | ---------------- | --------------- | ------------------------ | ---------------------- | ----------------------- | ----------------------- | ----------------------- |
| 1      | مت اندرسون       | ۱۸ آوریل ۱۹۸۷   | ۲٫۰۲ متر (۶ فوت ۸ اینچ)  | ۱۰۰ کیلوگرم (۲۲۰ پوند) | ۳۶۰ سانتیمتر (۱۴۰ اینچ) | ۳۳۲ سانتیمتر (۱۳۱ اینچ) | زنیت کازان              |
| 2      | ارن راسل         | ۴ ژوئن ۱۹۹۳     | ۲٫۰۵ متر (۶ فوت ۹ اینچ)  | ۹۸ کیلوگرم (۲۱۶ پوند)  | ۳۵۶ سانتیمتر (۱۴۰ اینچ) | ۳۳۷ سانتیمتر (۱۳۳ اینچ) | تیم والیبال دانشگاه پن  |
| 3      | تیلور ساندر      | ۱۷ مارس ۱۹۹۲    | ۱٫۹۶ متر (۶ فوت ۵ اینچ)  | ۸۰ کیلوگرم (۱۸۰ پوند)  | ۳۴۵ سانتیمتر (۱۳۶ اینچ) | ۳۲۰ سانتیمتر (۱۳۰ اینچ) | بلو والی ورونا          |
| 4      | دیوید لی         | ۸ مارس ۱۹۸۲     | ۲٫۰۳ متر (۶ فوت ۸ اینچ)  | ۱۰۵ کیلوگرم (۲۳۱ پوند) | ۳۵۰ سانتیمتر (۱۴۰ اینچ) | ۳۲۵ سانتیمتر (۱۲۸ اینچ) | لوکوموتیو نووسیبیرسک    |
| 5      | راین امرمن       | ۳۰ دسامبر ۱۹۸۵  | ۲٫۰۵ متر (۶ فوت ۹ اینچ)  | ۹۰ کیلوگرم (۲۰۰ پوند)  | ۳۴۰ سانتیمتر (۱۳۰ اینچ) | ۳۳۰ سانتیمتر (۱۳۰ اینچ) |                         |
| 6      | پائول لوتمن      | ۳ نوامبر ۱۹۸۵   | ۲ متر (۶ فوت ۷ اینچ)     | ۱۰۲ کیلوگرم (۲۲۵ پوند) | ۳۳۶ سانتیمتر (۱۳۲ اینچ) | ۳۱۲ سانتیمتر (۱۲۳ اینچ) | آسیکو رسوویا ژشوف       |
| 7      | کاویکا شوجی      | ۱۱ نوامبر ۱۹۸۷  | ۱٫۹ متر (۶ فوت ۳ اینچ)   | ۷۹ کیلوگرم (۱۷۴ پوند)  | ۳۳۱ سانتیمتر (۱۳۰ اینچ) | ۳۱۵ سانتیمتر (۱۲۴ اینچ) | باشگاه شارلوتنبرگ برلین |
| 8      | رید پریدی        | ۱ اکتبر ۱۹۷۷    | ۱٫۹۴ متر (۶ فوت ۴ اینچ)  | ۸۹ کیلوگرم (۱۹۶ پوند)  | ۳۵۳ سانتیمتر (۱۳۹ اینچ) | ۳۳۰ سانتیمتر (۱۳۰ اینچ) |                         |
| 9      | مورفی تروی       | ۳۱ مه ۱۹۸۹      | ۲٫۰۲ متر (۶ فوت ۸ اینچ)  | ۹۹ کیلوگرم (۲۱۸ پوند)  | ۳۶۰ سانتیمتر (۱۴۰ اینچ) | ۳۵۰ سانتیمتر (۱۴۰ اینچ) | لوتوس ترفل گدانسک       |
| 10     | توماس جسکه       | ۴ سپتامبر ۱۹۹۳  | ۱٫۹۸ متر (۶ فوت ۶ اینچ)  | ۸۴ کیلوگرم (۱۸۵ پوند)  | ۳۴۸ سانتیمتر (۱۳۷ اینچ) | ۳۳۰ سانتیمتر (۱۳۰ اینچ) | دانشگاه لویولا          |
| 11     | میکا کریستنسون   | ۸ ژوئن ۱۹۹۳     | ۱٫۹۸ متر (۶ فوت ۶ اینچ)  | ۸۸ کیلوگرم (۱۹۴ پوند)  | ۳۴۹ سانتیمتر (۱۳۷ اینچ) | ۳۴۰ سانتیمتر (۱۳۰ اینچ) | تروجان کالیفرنیا        |
| 12     | راسل هولمز       | ۱ ژوئیه ۱۹۸۲    | ۲٫۰۵ متر (۶ فوت ۹ اینچ)  | ۹۵ کیلوگرم (۲۰۹ پوند)  | ۳۵۲ سانتیمتر (۱۳۹ اینچ) | ۳۳۵ سانتیمتر (۱۳۲ اینچ) | آسیکو رسوویا ژشوف       |
| 13     | تاوانا وافوتی    | ۲۵ سپتامبر ۱۹۸۷ | ۲ متر (۶ فوت ۷ اینچ)     | ۱۱۰ کیلوگرم (۲۴۰ پوند) | ۳۶۰ سانتیمتر (۱۴۰ اینچ) | ۳۴۰ سانتیمتر (۱۳۰ اینچ) | جاکارتا بی. ان آی. ۴۶   |
| 14     | توری دیفالکو     | ۱۰ آوریل ۱۹۹۷   | ۱٫۹۳ متر (۶ فوت ۴ اینچ)  | ۸۲ کیلوگرم (۱۸۱ پوند)  | ۳۲۸ سانتیمتر (۱۲۹ اینچ) | ۳۰۲ سانتیمتر (۱۱۹ اینچ) | هانتینگتن بیچ کلاب      |
| 15     | کارسون کلارک     | ۲۰ ژانویه ۱۹۸۹  | ۲٫۰۵ متر (۶ فوت ۹ اینچ)  | ۹۳ کیلوگرم (۲۰۵ پوند)  | ۳۶۵ سانتیمتر (۱۴۴ اینچ) | ۳۶۰ سانتیمتر (۱۴۰ اینچ) | سی.ای. پی               |
| 16     | جیسون جبنسکی     | ۲۳ ژوئیه ۱۹۸۵   | ۱٫۹۸ متر (۶ فوت ۶ اینچ)  | ۹۱ کیلوگرم (۲۰۱ پوند)  | ۳۴۵ سانتیمتر (۱۳۶ اینچ) | ۳۳۵ سانتیمتر (۱۳۲ اینچ) | فوجیان                  |
| 17     | ماکسول هولت      | ۱۲ مارس ۱۹۸۷    | ۲٫۰۵ متر (۶ فوت ۹ اینچ)  | ۹۰ کیلوگرم (۲۰۰ پوند)  | ۳۵۱ سانتیمتر (۱۳۸ اینچ) | ۳۳۳ سانتیمتر (۱۳۱ اینچ) | دینامو مسکو             |
| 18     | گرت موگوتیا      | ۲۶ فوریه ۱۹۸۸   | ۲٫۰۵ متر (۶ فوت ۹ اینچ)  | ۹۲ کیلوگرم (۲۰۳ پوند)  | ۳۵۹ سانتیمتر (۱۴۱ اینچ) | ۳۴۵ سانتیمتر (۱۳۶ اینچ) | فوجیان                  |
| 19     | آلفردو رفت       | ۱۵ دسامبر ۱۹۸۲  | ۱٫۷۸ متر (۵ فوت ۱۰ اینچ) | ۸۳ کیلوگرم (۱۸۳ پوند)  | ۳۱۹ سانتیمتر (۱۲۶ اینچ) | ۳۰۹ سانتیمتر (۱۲۲ اینچ) | تور                     |
| 20     | دیوید اسمیت      | ۱۵ مه ۱۹۸۵      | ۲٫۰۱ متر (۶ فوت ۷ اینچ)  | ۸۶ کیلوگرم (۱۹۰ پوند)  | ۳۴۸ سانتیمتر (۱۳۷ اینچ) | ۳۱۴ سانتیمتر (۱۲۴ اینچ) | لوتوس ترفل گدانسک       |
| 21     | داستین واتن      | ۲۷ اکتبر ۱۹۸۶   | ۱٫۸۲ متر (۶ فوت ۰ اینچ)  | ۸۰ کیلوگرم (۱۸۰ پوند)  | ۳۰۶ سانتیمتر (۱۲۰ اینچ) | ۲۹۵ سانتیمتر (۱۱۶ اینچ) | جی.اف.سی. او            |
| 22     | اریک شوجی        | ۲۴ اوت ۱۹۸۹     | ۱٫۸۴ متر (۶ فوت ۰ اینچ)  | ۸۳ کیلوگرم (۱۸۳ پوند)  | ۳۳۰ سانتیمتر (۱۳۰ اینچ) | ۳۲۱ سانتیمتر (۱۲۶ اینچ) | باشگاه شارلوتنبرگ برلین |
| 23     | ویلیام پرایس     | ۷ اکتبر ۱۹۸۷    | ۲٫۰۱ متر (۶ فوت ۷ اینچ)  | ۹۴ کیلوگرم (۲۰۷ پوند)  | ۳۷۰ سانتیمتر (۱۵۰ اینچ) | ۳۶۰ سانتیمتر (۱۴۰ اینچ) | بایک موتور              |
| 24     | دنیل مکدانل      | ۱۵ سپتامبر ۱۹۸۸ | ۲ متر (۶ فوت ۷ اینچ)     | ۹۰ کیلوگرم (۲۰۰ پوند)  | ۳۵۵ سانتیمتر (۱۴۰ اینچ) | ۳۴۵ سانتیمتر (۱۳۶ اینچ) | تور                     |
| 25     | گراهام مک‌ایلوانی | ۲ اوت ۱۹۹۲      | ۲٫۰۲ متر (۶ فوت ۸ اینچ)  | ۹۱ کیلوگرم (۲۰۱ پوند)  | ۳۴۲ سانتیمتر (۱۳۵ اینچ) | ۳۳۰ سانتیمتر (۱۳۰ اینچ) | مارینلیست               |